# Kambles
Kambles (altgriechisch Κάμβλης; auch Καμβλίτας Kamblitas und Κάμβησ Kambes) ist in der griechischen Mythologie ein König in Lydien.
Kambles ist vor allem für seine Gefräßigkeit bekannt, die ihn schließlich sogar dazu trieb, eines Nachts seine eigene Frau zu verspeisen. Daraufhin nahm er sich das Leben. Die Geschichte wird sowohl von dem lydischen Geschichtsschreiber Xanthos im 5. Jahrhundert v. Chr. als auch um die Zeitenwende bei Nikolaos von Damaskus – dort heißt der König Kamblitas – erzählt, wobei Xanthos wahrscheinlich die Quelle für Nikolaos war.
Bei Xanthos bringt sich Kambles aus Verzweiflung um, als er morgens mit der Hand seiner Frau im Mund aufwachte. Bei Nikolaos glaubt Kambles hingegen, er sei vergiftet oder verzaubert und dadurch zu seiner gefräßigen Tat getrieben worden. Er machte dafür Feinde verantwortlich – Nikolaos erwähnt in dem Zusammenhang, einige Lyder glaubten, der lydische König Iardanos wäre hierfür verantwortlich gewesen –, ging mit einem Schwert bewaffnet auf den Marktplatz der Stadt und tötete sich nach einem Gebet an Zeus. Eustathios von Thessalonike folgt in seinem Kommentar zu Homer der Darstellung des Xanthos, nennt den König aber fälschlich Kambysis. Aelian listet den König unter dem Namen Kambes in einer Aufzählung von Adephagoi (ἀδήφαγοι, „die Gefräßigen“).